# Batalhão de Polícia de Guardas (PMPR)
O Batalhão de Polícia de Guardas (BPGd) é uma Organização Policial Militar (OPM) da Polícia Militar do Paraná, especializada no policiamento do sistema prisional do Estado.

## História
Desde a emancipação política do Paraná, em 1854, a corporação manteve policiamentos nas cadeias públicas dos municípios. Em 1897 a Cadeia Pública de Curitiba incendiou-se; passando os presos a serem mantidos no quartel do Regimento de Segurança (antiga denominação da PMPR). Em 5 de janeiro de 1909 foi inaugurado o Presídio do Ahú na capital do Estado, onde a polícia militar passou a manter um destacamento de segurança; inicialmente comandado por um sargento e posteriormente por um oficial. Após a criação do Batalhão de Guardas em 1952, uma companhia passou a residir anexa ao presídio.
Em 1964 essa companhia adquiriu autonomia, passando a designar-se como Corpo de Polícia de Estabelecimentos Penais (CPEP).
E com a reorganização da PMPR em 1977, a unidade foi renomeada para Batalhão de Polícia de Guardas.

## Missão
A principal missão do BPGd é dar segurança aos estabelecimentos penais do Estado.
Cita a Lei de Organização Básica (LOB) da PMPR:
Batalhão (Cia e Pel) de Polícia de Guardas (BPGd, Cia Pgd e Pel Pgd): encarregado do policiamento ostensivo normal, visando a guarda e segurança de estabelecimentos públicos, em particular, a sede dos poderes públicos Estaduais, a residência dos chefes desses poderes e a de personalidades nacionais e estrangeiras, presídios e outros estabelecimentos penais, bem como a fiscalização fazendária.
Além das unidades do sistema prisional atendidas, o BPGd também executa a segurança externa do Educandário São Francisco, bem como, disponibiliza policiais para auxiliar na segurança do Centro Integrado de Atendimento ao Adolescente Infrator (CIAADI), do Patronato Penitenciário, do Fórum Criminal, do Fórum de Execuções Penais (FEP), do Tribunal do Júri, dentre outros.
O BPGd presta ainda, fundamental apoio ao Comando do Policiamento da Capital, ao qual é subordinado operacionalmente, no policiamento ostensivo das proximidades de seus aquartelamentos e principalmente no entorno das diversas Unidades Prisionais subordinadas ao Departamento Penitenciário em Curitiba e Região Metropolitana, sob custódia do Batalhão.

### Desdobramento operacional

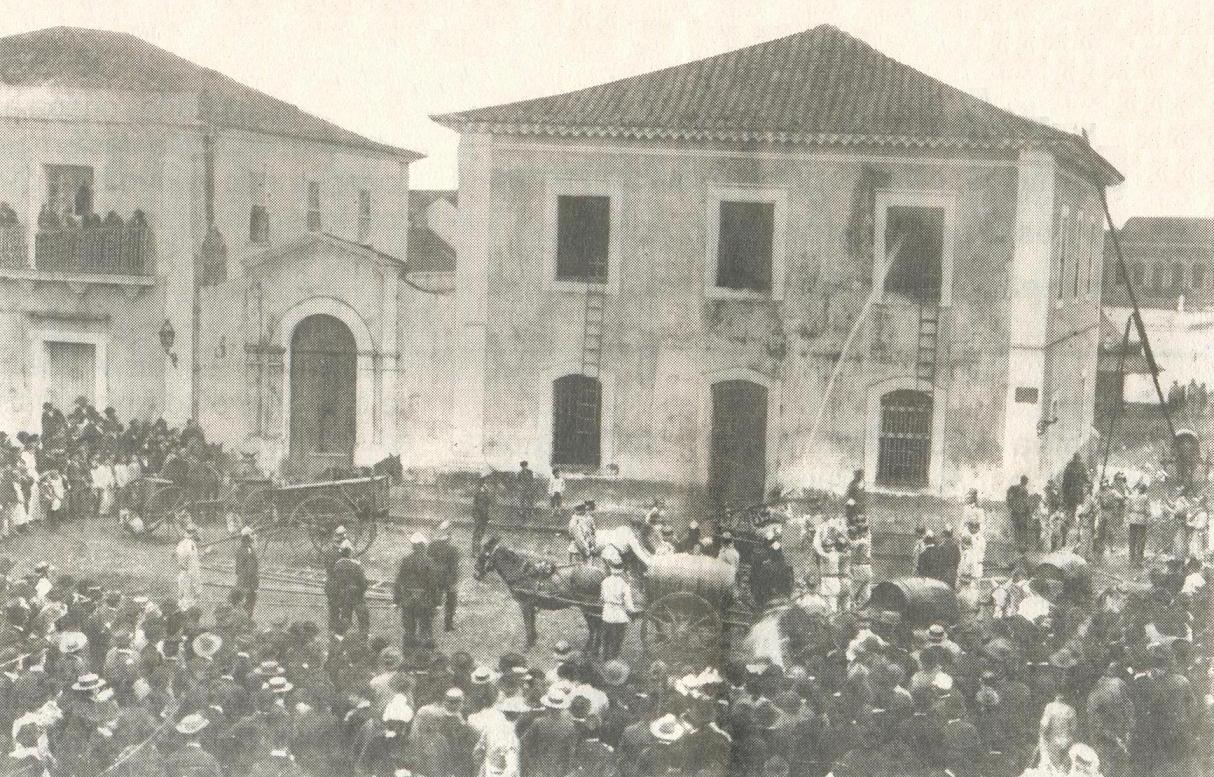
Cadeia Pública de Curitiba - Incêndio ocorrido em 1897. A Cadeia Pública de Curitiba seguia o modelo estabelecido pela legislação do Império, com sino do povo, relógio, prisão e enxovias. Ela foi construída entre a Praça Matriz (Praça Tiradentes) e o Largo do Mercado (Praça Generoso Marques). Sua construção se iniciou em 1811, em substituição à antiga Cadeia Velha da Rua da Ladeira (Rua Dr. Muricy).

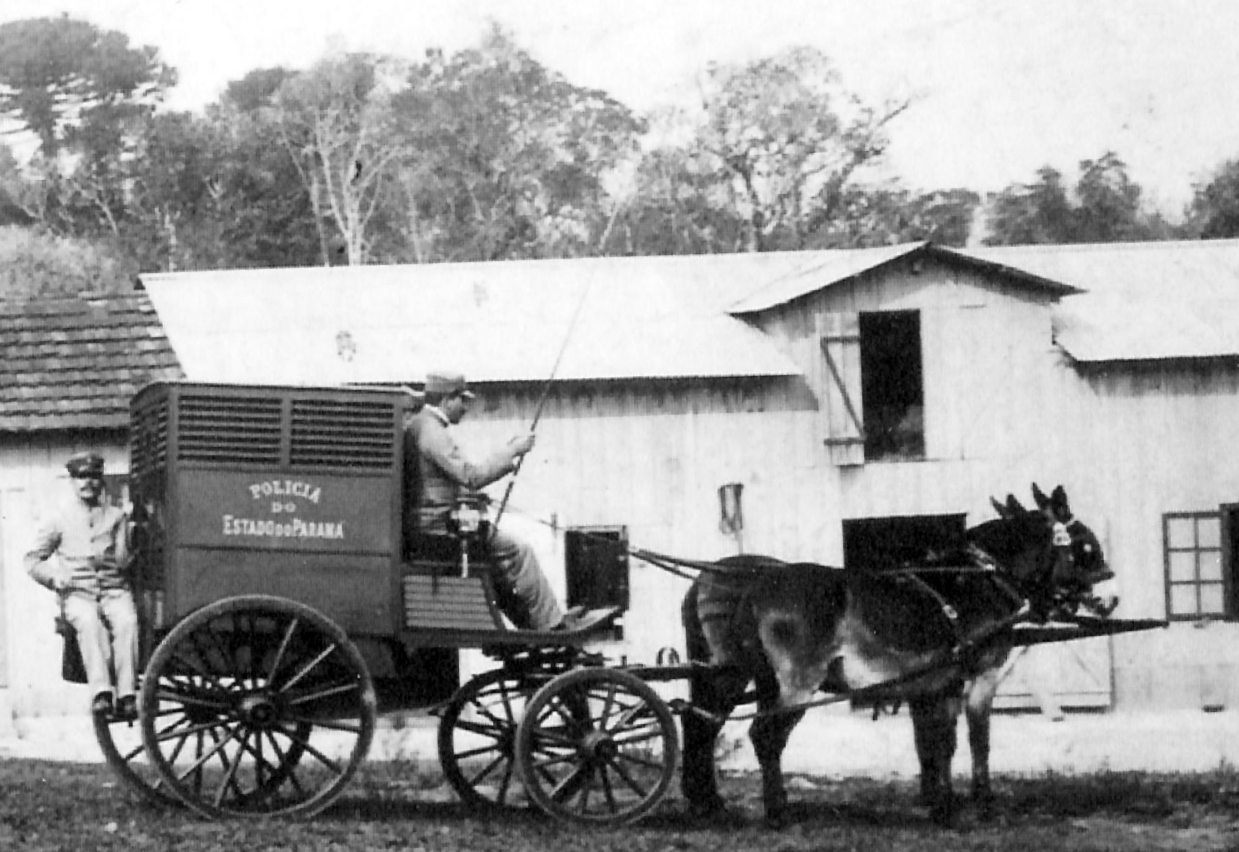
Veículo para o transporte de presos do antigo Presídio do Ahú - 1909. Essa viatura foi adquirida em 1904 e permaneceu em uso até 1924.

#### 1ª Companhia de Polícia de Guardas
Sede: Piraquara.
- Policiamento ostensivo na cidade de Piraquara.

#### 2ª Companhia de Polícia de Guardas
Sede: Piraquara - Vila Militar.
- Penitenciária Central do Estado (PCE);
- Penitenciária Estadual de Piraquara (PEP I);
- Penitenciária Estadual de Piraquara (PEP II);
- Penitenciária Feminina do Paraná (PFP);
- Centro de Observações Criminológicas e Triagem - Unidade II (COCT II);
- Colônia Penal Agrícola (CPAI);
- Educandário São Francisco (ESF);
- Centro de Detenção e Ressocialização (CDR).

#### 3ª Companhia de Polícia de Guardas
Sede: Araucária
- Prisão Provisória de Curitiba (desativado agosto de 2006[6]);
- Centro de Observação Criminológica e Triagem (COCT);
- Patronato Penitenciário;
- Centro Integrado de Atendimento ao Adolescente Infrator (CIAADI);
- Fórum de Execuções Penais;
- Corregedoria dos Presídios;
- Casa de Custódia de Curitiba (CCC);

#### Companhia de Escolta e Guardas
Sede: Curitiba 
- Fórum Criminal - Complexo Judiciário do Ahú.

#### Policiamentos especializados
- Rondas Ostensivas Táticas Motorizadas (ROTAM) - subordinadas à 1º Cia/BPGD;
- Canil dos Guardiões - subordinado à 2ª Cia/BPGd;
- Grupo Especial de Escoltas - subordinado à CEG.